# Thomas Burnet
Thomas Burnet (Croft, 1635 – Londra, 27 settembre 1715) è stato un teologo inglese.

## Biografia
Nato a Croft, presso Darlington, studiò a Cambridge, e divenne cappellano di Guglielmo III.
La sua fama è soprattutto legata alla Telluris theoria sacra: il primo volume fu pubblicato nel 1681 in latino e nel 1684 in inglese, con il titolo di Sacred Theory of the Earth, mentre un secondo volume uscì nel 1689. In assenza di reali conoscenze scientifiche, Burnet espone una cosmogonia basata sulle tradizioni bibliche. Scritto con eloquenza, egli immagina la storia del mondo suddivisa in cinque periodi: il periodo che comprende il Caos originario e la vita paradisiaca in terra fino al Diluvio universale, il periodo diluviano, un successivo periodo che comprende l'età moderna, il momento della conflagrazione che riporta il mondo al Caos primigenio e, infine, il regno di Dio instaurato in terra.
Convinto che il diluvio avesse colpito tutta la Terra, Burnet calcola che per sommergere tutto il pianeta sarebbe occorsa una quantità d'acqua pari a sei od otto oceani: non essendo questo possibile, egli ipotizza che la Terra avesse una struttura diversa dall'attuale. Ricoperta da una sottile crosta, era cava al suo interno e riempita dall'acqua, mentre un nucleo centrale più interno racchiudeva la materia incandescente. Inoltre, la diversa inclinazione del suo asse permetteva di godere di una costante primavera.
Con il tempo la crosta terrestre si spaccò, anche per l'azione dei terremoti, e le acque interne, riscaldate dal nucleo incandescente, fuoriuscirono violentemente, sommergendo il pianeta. Con il ritiro delle acque, la terra apparve con l'aspetto attuale, costituito da monti, valli e mari.
Isaac Newton ammirò l'approccio teologico dell'interpretazione scientifica di Burnet, suggerendogli la possibilità che Dio avesse creato la Terra in più giorni, ma Burnet rimase fermo al dettato del Genesi. Naturalmente, Burnet non era uno scienziato ma un teologo e «la sua intenzione non era, in senso moderno, di ottenere una riconciliazione tra scienza e fede, ma piuttosto quella di utilizzare le nuove scoperte scientifiche per ampliare le concezioni religiose del mondo e dell'uomo». A causa delle concezioni millenaristiche e di diversi attacchi alla confessione cattolica presenti nel libro, la Telluris Theoria Sacra fu messa all'Indice dalla Chiesa cattolica il 13 aprile 1739.
Nel 1691 pubblicò A short Considerations of Mr Erasmus Warren's Defence e l'anno dopo tornò a occuparsi di geologia nelle Archaeologiae Philosophicae or the Ancient Doctrine Concerning the Originals of Things, ricevendo però molte critiche a causa della sua interpretazione, in chiave simbolica, del peccato di Adamo, tanto da doversi dimettere da cappellano reale. L'ultima sua opera, De statu mortuorum et resurgentium, circolò manoscritta fra i suoi amici, venendo pubblicata soltanto postuma nel 1720, a causa della tesi, lì sostenuta, del sonno delle anime – la teoria secondo la quale le anime vedrebbero Dio solo a partire dal giorno del giudizio – che era condannata dalla Chiesa anglicana.
Anche la Chiesa cattolica, il 17 maggio 1734, condannò il libro, mettendolo all'Indice insieme con il De fide et officiis Christianorum, opera di polemica anticattolica. In essa Burnet approva l'abbandono, da parte protestante, di molte tradizionali cerimonie cattoliche, «non basate sull'autorità di Cristo o degli Apostoli, e atte soltanto a corrompere la semplicità del rito cristiano». Polemizzando con il Bellarmino del De Sacramentis in genere, nel quale il cardinale aveva ribadito l'efficacia dei sacramenti cattolici, Burnet rileva come il battesimo fosse un rito esorcistico con il quale - attraverso la formula Rinunzio a te, Satana - si intendeva allontanare il diavolo dai bambini, come confermava nel IV secolo Ottato nel suo De schismate Donatistarum IV, 4: «chiunque nasca, anche da genitori cristiani, non può essere senza spirito immondo» che, mediante l'esorcismo, «viene cacciato e fugge nel deserto». Teodoreto di Cirro - afferma Burnet - sosteneva invece nella sua Interpretatio in Canticum cantorum I, 1, che il battesimo fosse un rito mediante il quale il battezzato era segnato da un unguento con il quale riceveva lo Spirito Santo e, insieme, l'approvazione del suo re, essendo l'unguento battesimale un sigillo reale.
Il battesimo era dunque per Burnet una sorta di rito magico e oltre tutto inutile, dal momento che la pretesa di purgare, per suo tramite, ogni neonato dal peccato originale è infondata, poiché Adamo non ha trasmesso la sua colpa ai propri figli: ciascuno è responsabile delle proprie azioni, e così come i difetti e i pregi personali non si trasmettono ai propri discendenti, ogni essere umano nasce senza peccati.
Un altro rito privo di efficacia è l'eucaristia, con la quale, «recitate certe parole, si pretende di trasformare corpi materiali nel corpo celeste di Cristo». La condanna di Burnet si estende anche al sacramento cattolico dell'assoluzione del peccatore, dal momento che è la penitenza del peccatore l'origine della remissione dei suoi peccati, e non il rito dell'assoluzione del sacerdote che è erronea se il peccatore non è intimamente pentito, e altrimenti è superflua.
Rifiutata la pretesa della Chiesa cattolica di erigersi a infallibile interprete delle Scritture e delle controversie che ne possono derivare, per Burnet «ciascuno è libero di avere proprie opinioni, sia tenendole per sé, sia manifestandole pacificamente e con modestia». Alla Chiesa Burnet nega anche il diritto di convocare i concili, che a suo avviso sarebbero di pertinenza del potere civile: infatti essi non possono stabilire dogmi, stante la libertà individuale alla interpretazione religiosa, e l'utilità dei concili sarebbe riservata nel porre fine a pubbliche controversie, che è materia squisitamente politica.
Gli astronomi hanno dedicato al suo nome una dorsale lunare.

## Opere
- (LA) Telluris theoria sacra, vol. 1, London, 1681.

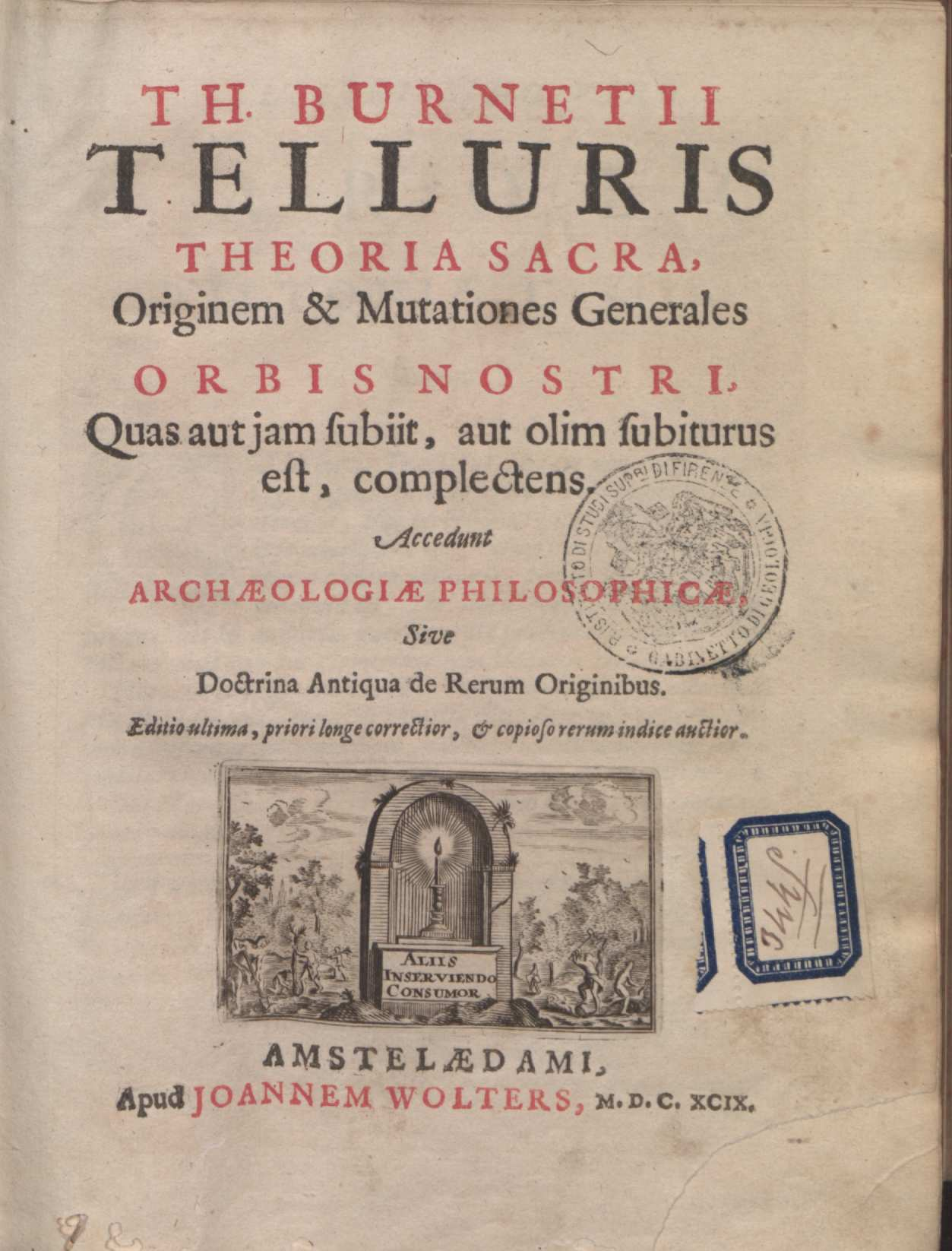
Telluris theoria sacra, 1699

  - (EN) Sacred Theory of the Earth, vol. 1, 1684.
  - (LA) Telluris theoria sacra, vol. 2, 1689.
  - (LA) Telluris theoria sacra, Amsterdam, Joannes Wolters, 1699.
- A short Considerations of Mr Erasmus Warren's Defence, 1691.
- Archaeologiae philosophicae sive doctrina antiqua de rerum originibus, London, 1692.
- De Fide et officiis christianorum, 1723.
- De Statu mortuorum et resurgentium, 1723; trad. fr. 1731.
- De futurae Judaeorum restauration.